# Dipseudopsis grammoptera
Dipseudopsis grammoptera is een schietmot uit de familie Dipseudopsidae. De soort komt voor in het Afrotropisch gebied.